# النميصة (الرقة)
النميصة قرية سورية تتبع ناحية معدان في منطقة مركز الرقة في محافظة الرقة. بلغ عدد سكانها 2636 نسمة في عام 2004 حسب إحصاء المكتب المركزي للإحصاء.
يوجد في قرية النميصة مدارس تشمل المراحل الابتدائية والإعدادية والثانوية كما يوجد في القرية مستوصف طبي ومستودعين للجمعية الفلاحية ( مستودع جمعية النميصة الفلاحية ومستودع لجمعية مغلة كبيرة ) 
وبني فيها جامع حديث البناء بعد أن تم نسف بناء المسجد القديم ويقع في شمال القرية 
ينشط سكان قرية النميصة في الزراعة وتعتبر زراعة القمح والشعير والقطن والشوندر السكري والذرا الصفراء من الزراعات الأساسية ويهتم أهالي القرية في تربية المواشي كالأغنام والماعز والأبقار وبعض الطيور الداجنة كالدجاج العربي والبط والأوز والدجاج الفرعوني أو المصري كما يسمونه